# 1663
Évszázadok: 16. század – 17. század – 18. század
Évtizedek: 1610-es évek – 1620-as évek – 1630-as évek – 1640-es évek – 1650-es évek – 1660-as évek – 1670-es évek – 1680-as évek – 1690-es évek – 1700-as évek – 1710-es évek
Évek: 1658 – 1659 – 1660 – 1661 –  1662 – 1663 – 1664 – 1665 – 1666 – 1667 – 1668

## Események

### Határozott dátumú események
- április 12. – IV. Mehmed szultán hadat üzen I. Lipót osztrák és német császárnak, valamint magyar királynak.
- augusztus 6. – A köbölkúti csata. (Érsekújvár őrsége megkísérli a rajtaütést a törökökön, de súlyos kudarcot vallanak.)
- augusztus 13. – Zrínyi Miklós az általa épített Zrínyiújvárnál lever egy török sereget.
- augusztus 17. – Érsekújvár ostroma.
- szeptember – Magyar küldöttség indul Regensburgba, hogy a német fejedelmek és a Rajnai Szövetség segítségét kérje a törökök ellen.
- szeptember 26. – Érsekújvár kapitulál Köprülü Ahmed nagyvezírnek.
- november 27. – Zrínyi második győzelme Zrínyiújvárnál.

### Határozatlan dátumú események
- év eleje – A fővárosba rendelt Bosnyák Iszmáil pasa helyett Gürdzsí Kenán kerül a budai vilajet élére.[1]
- május – A Váradra átirányított Gürdzsí Kenán helyett Szári Hüszejn lesz a budai pasa.[1]

## Születések
- október 18. – Savoyai Jenő, osztrák császári hadvezér († 1736)
- november 5. – Esterházy Imre gróf, katolikus főpap, főkancellár († 1745)
- december 27. – Johann Melchior Roos német festő († 1731)